# Cyrtopogon thompsoni
Cyrtopogon thompsoni là một loài ruồi trong họ Asilidae. Cyrtopogon thompsoni được Cole miêu tả năm 1919. Loài này phân bố ở vùng Tân Bắc giới.